# Häxprocessen i Fulda
Häxprocessen i Fulda var en häxprocess som ägde rum i furstbiksopsstiftet Fulda i Tyskland mellan 1603 och 1606. Det var en av de fyra största häxprocesserna i Tyskland tillsammans med Häxprocessen i Trier, Häxprocessen i Bamberg, och Häxprocessen i Würzburg.

## Processen
Häxprocessen var en del av motreformationen och ansvarig för den var furstbiskopen Balthasar von Dernbach. Dernbach föddes i en adlig familj; hans far var protestant, men hans mor katolik, och då han som barn blev faderlös, satte modern honom i en hård katolsk uppfostran, vilket gjorde honom till en fanatisk katolik. 
Han blev sedan regerande furstbiskop över det självstyrande biskopsstiftet Fulda under två regeringsperioder 1570-1576, och 1602-1606. Under sin första regeringsperiod inbjöd han jesuiterna att grunda ett kollegium i staden, som ett led i hans motreformatoriska politik, men då han avsattes 1576 ersattes han med en regent som införde religionsfrihet i staden. Då han återkom till makten 1602 var han därför mycket hård i sin motreformatism och ivrig att göra fulda helt katolskt, och som en del i sin politik att rensa staden från alla han inte tyckte passade in, gav han order om att iscensätta en häxprocess och undersökning av svartkonst, som påbörjades i mars 1603. Många offer skulle krävas innan häxprocessen slutade med hans död.

## De avrättade
- 1603: Merga Bien, det mest kända offret.
- 1604, Juni: Nio kvinnor bränns levande.
- 1604, Augusti: Nio kvinnor avrättas samtidigt.
- 1604, September: Elva kvinnor bränns levande.
- 1604, September: tolv kvinnor bränns levande.
- 1604, Oktober: Tio kvinnor bränns levande.
- 1604, December: Åtta kvinnor bränns levande.
- 1605, Maj: Tretton kvinnor bränns.
- 1605, Juni: Tolv kvinnor bränns.
- 1605, Juli: Tolv kvinnor bränns.
- 1605, Augusti: Tolv kvinnor bränns levande.
- 1605, Oktober: Tio kvinnor bränns levande.
- 1605, November: Elva kvinnor bränns levande.
- 1606, Mars: Sju kvinnor bränns levande.

Den 15 mars avled den furstlige biskopen Balthasar von Dernbach och hans regeringsperiod över Fulda avslutades med hans död.